# Мухтар Май
Мухтар Май (урду مختاراں بی بی‎; род. в 1972 году) — пакистанская правозащитница. В июне 2002 года Мухтар стала жертвой группового изнасилования.

## Биография
В отличие от других жертв изнасилований Мухтар не совершила суицид, а наоборот начала бороться за свои права. 1 сентября 2002 года суд приговорил 6 человек к смертной казни за изнасилование Мухтар Май, но в мае 2005 года Верховный суд Лахора сослался на «недостаток доказательств» и оправдал 5 из 6 осуждённых, а шестой получил пожизненное заключение. Мухтар обжаловала это решение, и Верховный суд Пакистана приостановил исполнение оправдательного приговора. Однако в 2011 году Верховный суд также оправдал обвиняемых.
Хотя безопасность Мухтар, её семьи и друзей находится под угрозой, она остаётся активной защитницей прав женщин. Она создала благотворительную организацию Mukhtar Mai Women’s Welfare Organization, которая занимается оказанием помощи пострадавшим от насилия пакистанским женщинам, поддержкой и просвещением женского населения.